# Cocoon: The Return
Cocoon: The Return is een Amerikaanse sciencefictionfilm uit 1988, geregisseerd door Daniel Petrie. De film is het vervolg op Cocoon uit 1985. Alle acteurs uit de eerste film speelden hun rollen opnieuw in deze film, hoewel Brian Dennehy slechts in één scène aan het einde van de film verschijnt.

## Verhaal
Drie oudere stellen die naar de planeet Antarea zijn verhuisd om aan de ouderdom te ontsnappen, besluiten tijdelijk terug te keren naar de Aarde, waarbij ze profiteren van het feit dat sommige Antareërs een missie moeten uitvoeren met betrekking tot de cocons die in de zee zijn achtergebleven.

## Rolverdeling
| Acteur                | Personage            |
| --------------------- | -------------------- |
| Don Ameche            | Art Selwyn           |
| Wilford Brimley       | Ben Luckett          |
| Courteney Cox         | Sara                 |
| Hume Cronyn           | Joe Finley           |
| Jack Gilford          | Bernie Lefkowitz     |
| Steve Guttenberg      | Jack Bonner          |
| Barret Oliver         | David                |
| Maureen Stapleton     | Mary Luckett         |
| Jessica Tandy         | Alma Finley          |
| Gwen Verdon           | Bess McCarthy-Selwyn |
| Tahnee Welch          | Kitty                |
| Elaine Stritch        | Ruby Feinberg        |
| Linda Harrison        | Susan                |
| Tyrone Power jr.      | Pillsbury            |
| Mike Nomad            | Doc                  |
| Herta Ware (cameo)    | Rose Lefkowitz       |
| Brian Dennehy (cameo) | Walter               |

## Ontvangst
Op Rotten Tomatoes heeft Cocoon: The Return een waarde van 31% en een gemiddelde score van 4,50/10, gebaseerd op 13 recensies. Op Metacritic heeft de film een gemiddelde score van 45/100, gebaseerd op 13 recensies.

## Prijzen en nominaties
| Jaar | Prijs        | Categorie                | Genomineerde(n)          | Uitslag     |
| ---- | ------------ | ------------------------ | ------------------------ | ----------- |
| 1990 | Saturn Award | Beste sciencefictionfilm | Beste sciencefictionfilm | Genomineerd |
| 1990 | Saturn Award | Beste acteur             | Hume Cronyn              | Genomineerd |
| 1990 | Saturn Award | Beste actrice            | Jessica Tandy            | Genomineerd |
| 1990 | Saturn Award | Beste mannelijke bijrol  | Jack Gilford             | Genomineerd |